# Leichtathletik-Europameisterschaften 2010/100 m der Männer

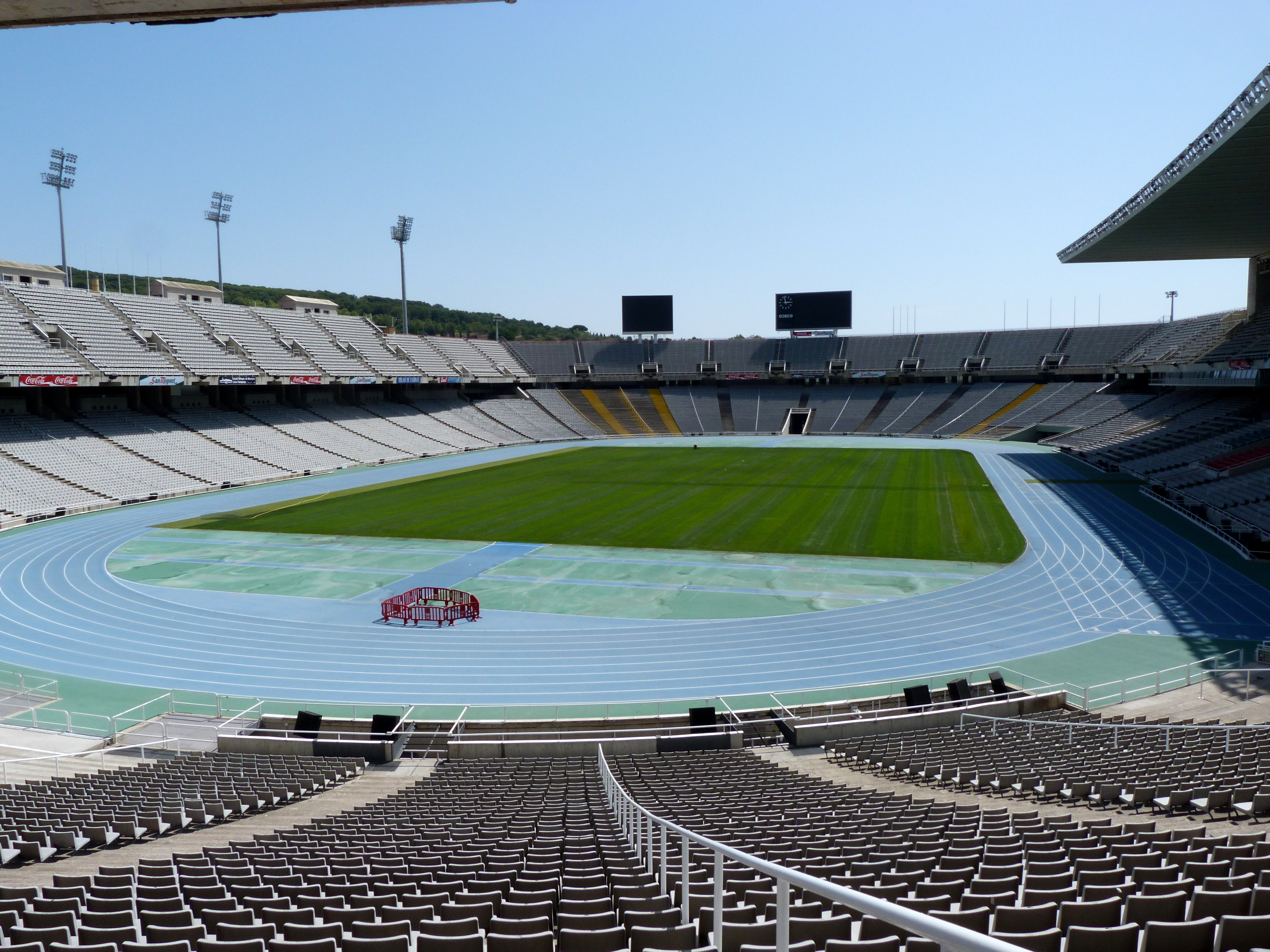
Das Olympiastadion Estadi Olímpic Lluís Companys
Barcelona im Jahr 2012

Der 100-Meter-Lauf der Männer bei den Leichtathletik-Europameisterschaften 2010 wurde am 27. und 28. Juli 2010 im Olympiastadion Estadi Olímpic Lluís Companys der spanischen Stadt Barcelona ausgetragen.
Die französischen Sprinter errangen mit Gold und Bronze zwei Medaillen in diesem Wettbewerb. Europameister wurde Christophe Lemaître. Er gewann vor dem Briten Mark Lewis-Francis. Bronze ging an Martial Mbandjock.
Im 100-Meter-Lauf nahm mit dem Iren Jason Smyth zum ersten Mal ein Behindertensportler an Leichtathletikeuropameisterschaften teil. Smyth ist an Morbus Stargardt erkrankt und fast blind. Mit einer Zeit von 10,43 s erreichte er das Halbfinale, wo er mit 10,46 s als Laufvierter ausschied.

## Bestehende Rekorde
| Weltrekord           | 9,58 s | Usain Bolt       | WM Berlin, Deutschland | 16. August 2009 |
| Europarekord         | 9,86 s | Francis Obikwelu | Athen, Griechenland    | 22. August 2004 |
| Meisterschaftsrekord | 9,99 s | Francis Obikwelu | EM Göteborg, Schweden  | 8. August 2006  |

Fast alle Rennen waren begleitet von einem deutlichen Gegenwind. So gab es keine Chance, den bestehenden EM-Rekord anzugreifen. Der bisherige Rekord hatte somit weiter Bestand. Die schnellste Zeit erzielte der spätere Europameister Christophe Lemaître aus Frankreich im ersten Semifinale mit 10,06 s bei einem Gegenwind von 1,2 m/s, womit er sieben Hundertstelsekunden über dem Rekord blieb. Zum Europarekord fehlten ihm fünfzehn, zum Weltrekord 43 Hundertstelsekunden.

## Legende
Kurze Übersicht zur Bedeutung der Symbolik – so üblicherweise auch in sonstigen Veröffentlichungen verwendet:
| DNF | Wettkampf nicht beendet (did not finish) |
| DSQ | disqualifiziert                          |

## Vorrunde
Die Vorrunde wurde in fünf Läufen durchgeführt. Die ersten vier Athleten pro Lauf – hellblau unterlegt – sowie die darüber hinaus vier zeitschnellsten Läufer – hellgrün unterlegt – qualifizierten sich für das Halbfinale.

### Vorlauf 1
27. Juli 2010, 19:15 Uhr
Wind: −1,5 m/s
| Platz | Name               | Nation         | Zeit (s) |
| ----- | ------------------ | -------------- | -------- |
| 1     | Dwain Chambers     | Großbritannien | 10,21    |
| 2     | Ronald Pognon      | Frankreich     | 10,46    |
| 3     | Robert Kubaczyk    | Polen          | 10,51    |
| 4     | Ronalds Arājs      | Lettland       | 10,52    |
| 5     | Jesper Simonsen    | Dänemark       | 10,62    |
| 6     | Tom Kling-Baptiste | Schweden       | 10,64    |
| 7     | Jan Veleba         | Tschechien     | 10,68    |

### Vorlauf 2
27. Juli 2010, 19:23 Uhr
Wind: −1,2 m/s
| Platz | Name                  | Nation      | Zeit (s) |
| ----- | --------------------- | ----------- | -------- |
| 1     | Martial Mbandjock     | Frankreich  | 10,26    |
| 2     | Emanuele Di Gregorio  | Italien     | 10,31    |
| 3     | Matic Osovnikar       | Slowenien   | 10,36    |
| 4     | Alexander Kosenkow    | Deutschland | 10,44    |
| 5     | Dmitriy Glushchenko   | Israel      | 10,44    |
| 6     | Ángel David Rodríguez | Spanien     | 10,45    |
| 7     | Panayiotis Ioannou    | Zypern      | 10,61    |

### Vorlauf 3
27. Juli 2010, 19:31 Uhr
Wind: −0,8 m/s
| Platz | Name             | Nation                  | Zeit (s) |
| ----- | ---------------- | ----------------------- | -------- |
| 1     | Francis Obikwelu | Portugal                | 10,27    |
| 2     | Tobias Unger     | Deutschland             | 10,35    |
| 3     | Simone Collio    | Italien                 | 10,43    |
| 4     | Hannu Hämäläinen | Finnland                | 10,49    |
| 5     | Paweł Stempel    | Polen                   | 10,58    |
| 6     | Mario Bonello    | Malta                   | 11,09    |
| 7     | Nedim Čović      | Bosnien und Herzegowina | 11,01    |
| DSQ   | Dominic Carroll  | Irland                  |          |

### Vorlauf 4

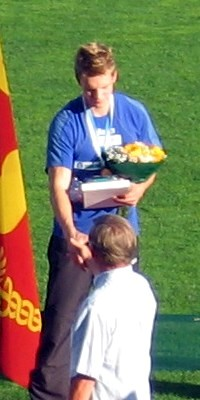
Platz fünf im vierten Vorlauf reichte Joni Rautanen nicht für das Semifinale

27. Juli 2010, 19:39 Uhr
Wind: −1,6 m/s
| Platz | Name                | Nation         | Zeit (s) |
| ----- | ------------------- | -------------- | -------- |
| 1     | Jaysuma Saidy Ndure | Norwegen       | 10,31    |
| 2     | Ryan Moseley        | Österreich     | 10,38    |
| 3     | James Dasaolu       | Großbritannien | 10,40    |
| 4     | Christian Blum      | Deutschland    | 10,57    |
| 5     | Joni Rautanen       | Finnland       | 10,63    |
| 6     | Gregor Kokalovič    | Slowenien      | 10,68    |
| 7     | Arman Andreasyan    | Armenien       | 11,01    |

### Vorlauf 5

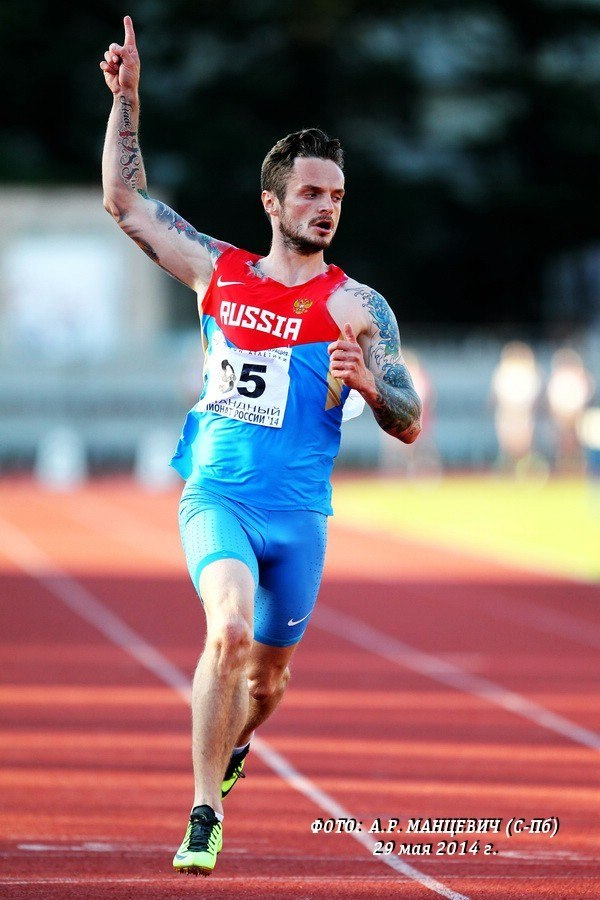
Michail Idrisow schied als Sechster seines Vorlaufs aus

27. Juli 2010, 19:47 Uhr
Wind: −1,4 m/s
| Platz | Name                | Nation         | Zeit (s) |
| ----- | ------------------- | -------------- | -------- |
| 1     | Christophe Lemaître | Frankreich     | 10,19    |
| 2     | Mark Lewis-Francis  | Großbritannien | 10,23    |
| 3     | Fabio Cerutti       | Italien        | 10,38    |
| 4     | Jason Smyth         | Irland         | 10,43    |
| 5     | Dariusz Kuć         | Polen          | 10,53    |
| 6     | Michail Idrisow     | Russland       | 10,62    |
| 7     | İzzet Safer         | Türkei         | 10,68    |

## Halbfinale
Aus den Drei Halbfinalläufen qualifizierten sich die jeweils ersten beiden Athleten – hellblau unterlegt – sowie die darüber hinaus zwei zeitschnellsten Läufer – hellgrün unterlegt – für das Finale.

### Lauf 1

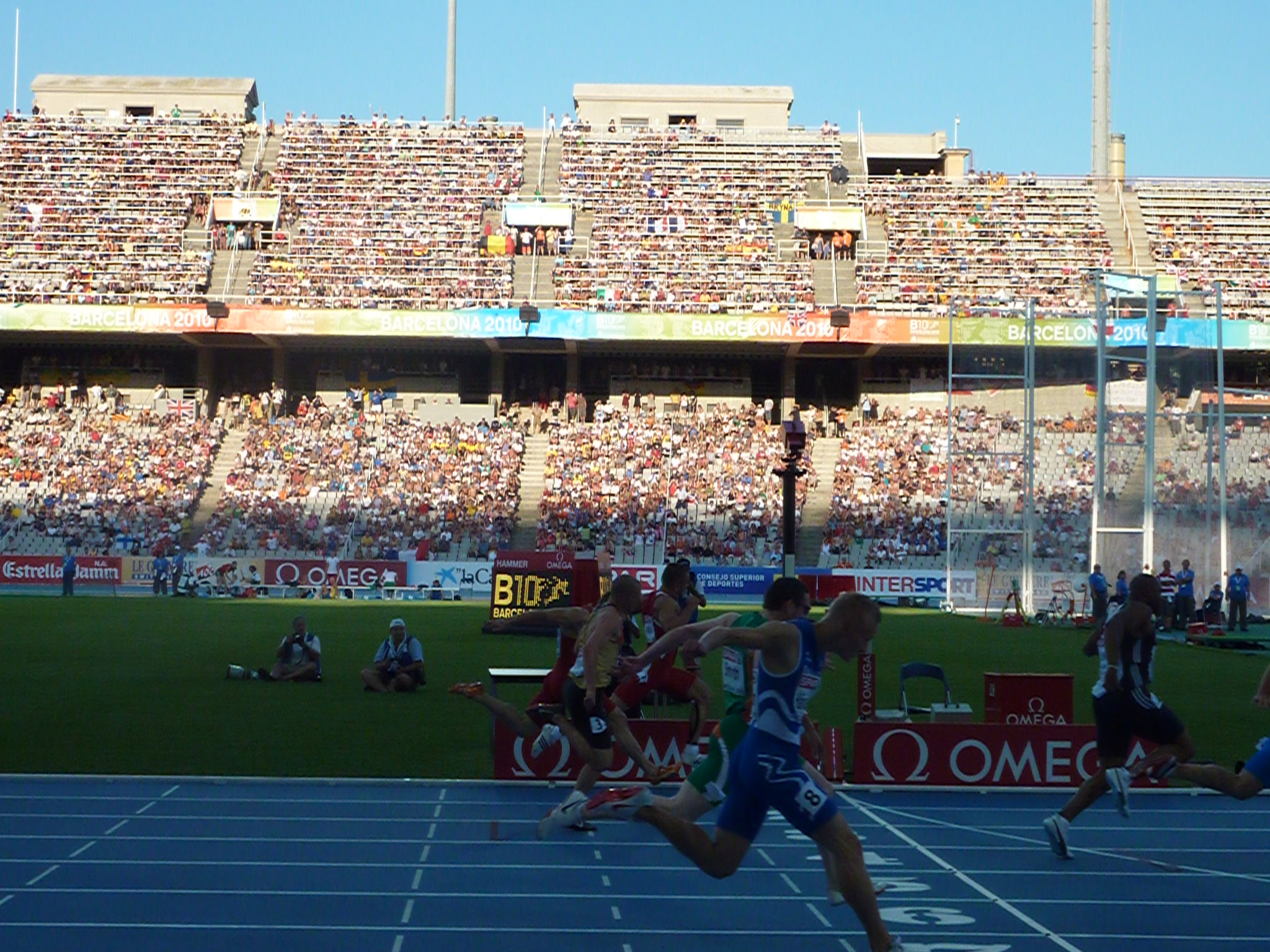
Zieleinlauf erstes Halbfinalrennen
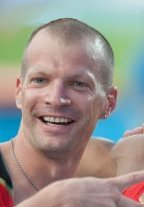
Tobias Unger wurde Siebter in seinem Halbfinale und schied damit aus

28. Juli 2010, 19:50 Uhr
Wind: −1,2 m/s
| Platz | Name                 | Nation         | Zeit (s) |
| ----- | -------------------- | -------------- | -------- |
| 1     | Christophe Lemaître  | Frankreich     | 10,06    |
| 2     | Emanuele Di Gregorio | Italien        | 10,17    |
| 3     | Mark Lewis-Francis   | Großbritannien | 10,21    |
| 4     | Jason Smyth          | Irland         | 10,46    |
| 5     | Ronalds Arājs        | Lettland       | 10,47    |
| 6     | Hannu Hämäläinen     | Finnland       | 10,47    |
| 7     | Tobias Unger         | Deutschland    | 10,52    |
| 8     | Paweł Stempel        | Polen          | 10,53    |

### Lauf 2

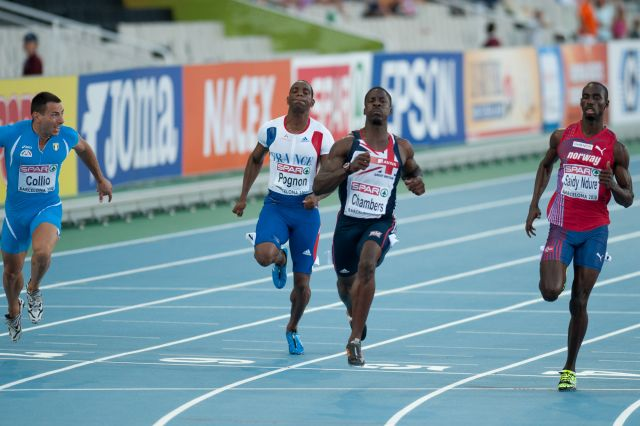
Zweites Semifinalrennen, kurz nach dem Überqueren der Ziellinie
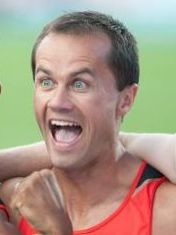
Als Fünfter seines Halbfinallaufs erreichte Alexander Kosenkow nicht das Finale
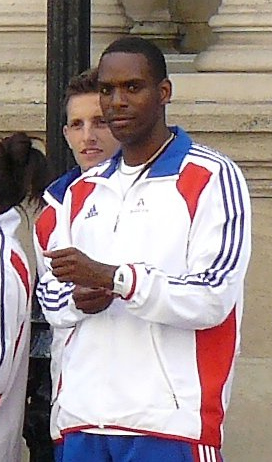
Ronald Pognon blieb als Sechster seines Rennens im Halbfinale hängen – seine größeren Erfolge hatte er noch vor sich

28. Juli 2010, 19:58 Uhr
Wind: −0,1 m/s
| Platz | Name                | Nation         | Zeit (s) |
| ----- | ------------------- | -------------- | -------- |
| 1     | Dwain Chambers      | Großbritannien | 10,10    |
| 2     | Jaysuma Saidy Ndure | Norwegen       | 10,16    |
| 3     | Simone Collio       | Italien        | 10,23    |
| 4     | Ryan Moseley        | Österreich     | 10,27    |
| 5     | Alexander Kosenkow  | Deutschland    | 10,38    |
| 6     | Ronald Pognon       | Frankreich     | 10,43    |
| 7     | Dmitriy Glushchenko | Israel         | 10,50    |
| 8     | Dariusz Kuć         | Polen          | 10,65    |

### Lauf 3

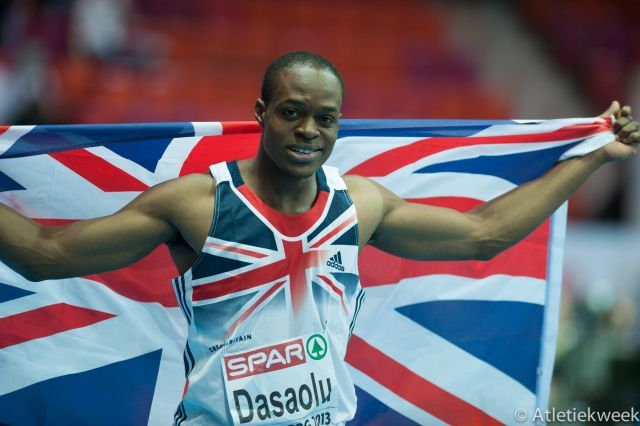
James Dasaolu – als Dritter seines Halbfinales ausgeschieden
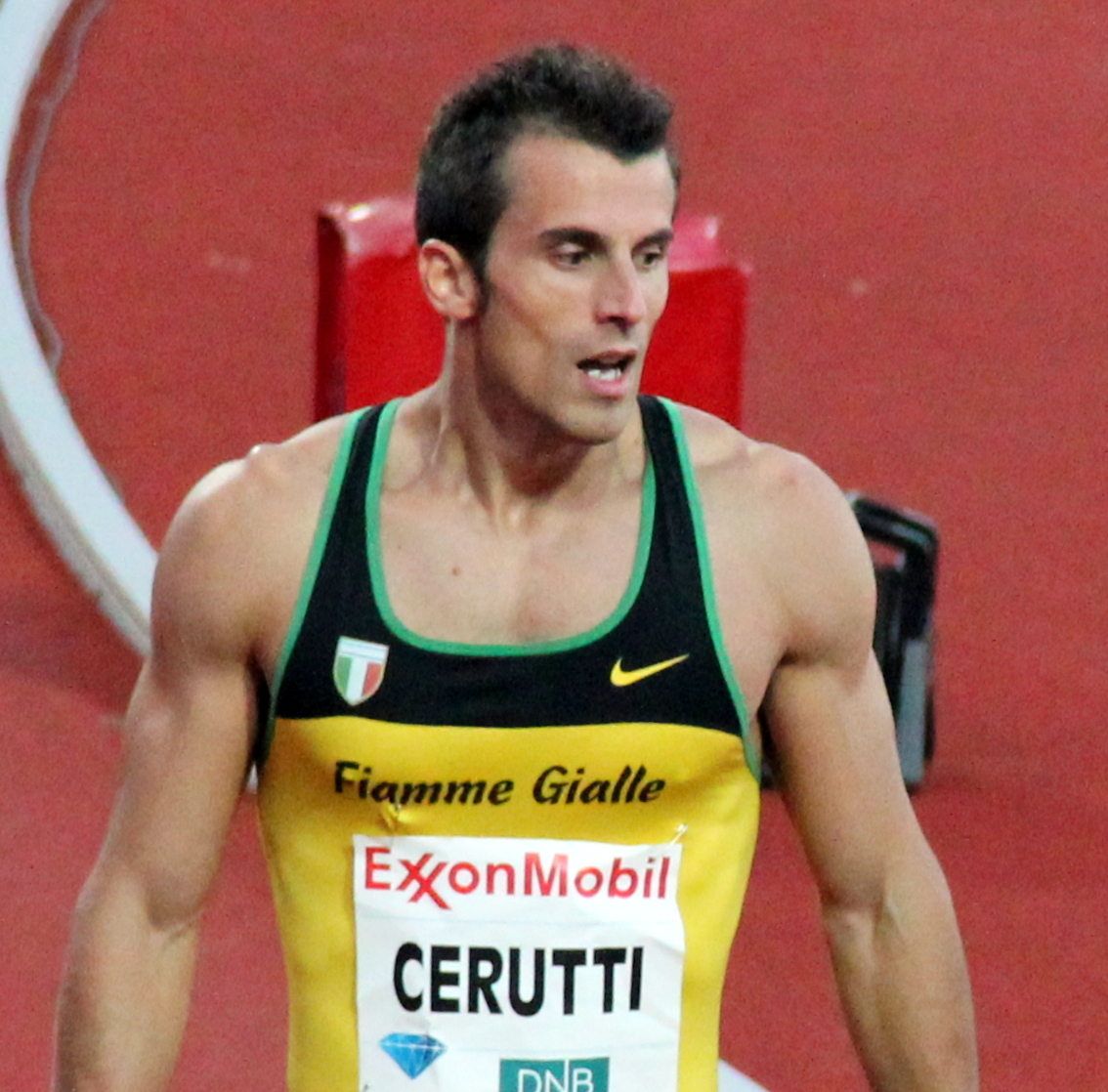
Fabio Cerutti – Rang vier im dritten Halbfinale und damit ausgeschiedenfina.jpg

28. Juli 2010, 20:06 Uhr
Wind: −1,0 m/s
| Platz | Name                  | Nation         | Zeit (s) |
| ----- | --------------------- | -------------- | -------- |
| 1     | Martial Mbandjock     | Frankreich     | 10,19    |
| 2     | Francis Obikwelu      | Portugal       | 10,25    |
| 3     | James Dasaolu         | Großbritannien | 10,31    |
| 4     | Fabio Cerutti         | Italien        | 10,33    |
| 5     | Matic Osovnikar       | Slowenien      | 10,51    |
| 6     | Ángel David Rodríguez | Spanien        | 10,51    |
| 7     | Robert Kubaczyk       | Polen          | 10,55    |
| 8     | Christian Blum        | Deutschland    | 10,69    |

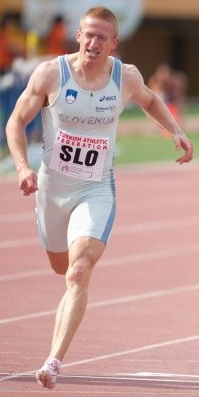
Matic Osovnikar – Fünfter im dritten Halbfinale und damit nicht im Finale
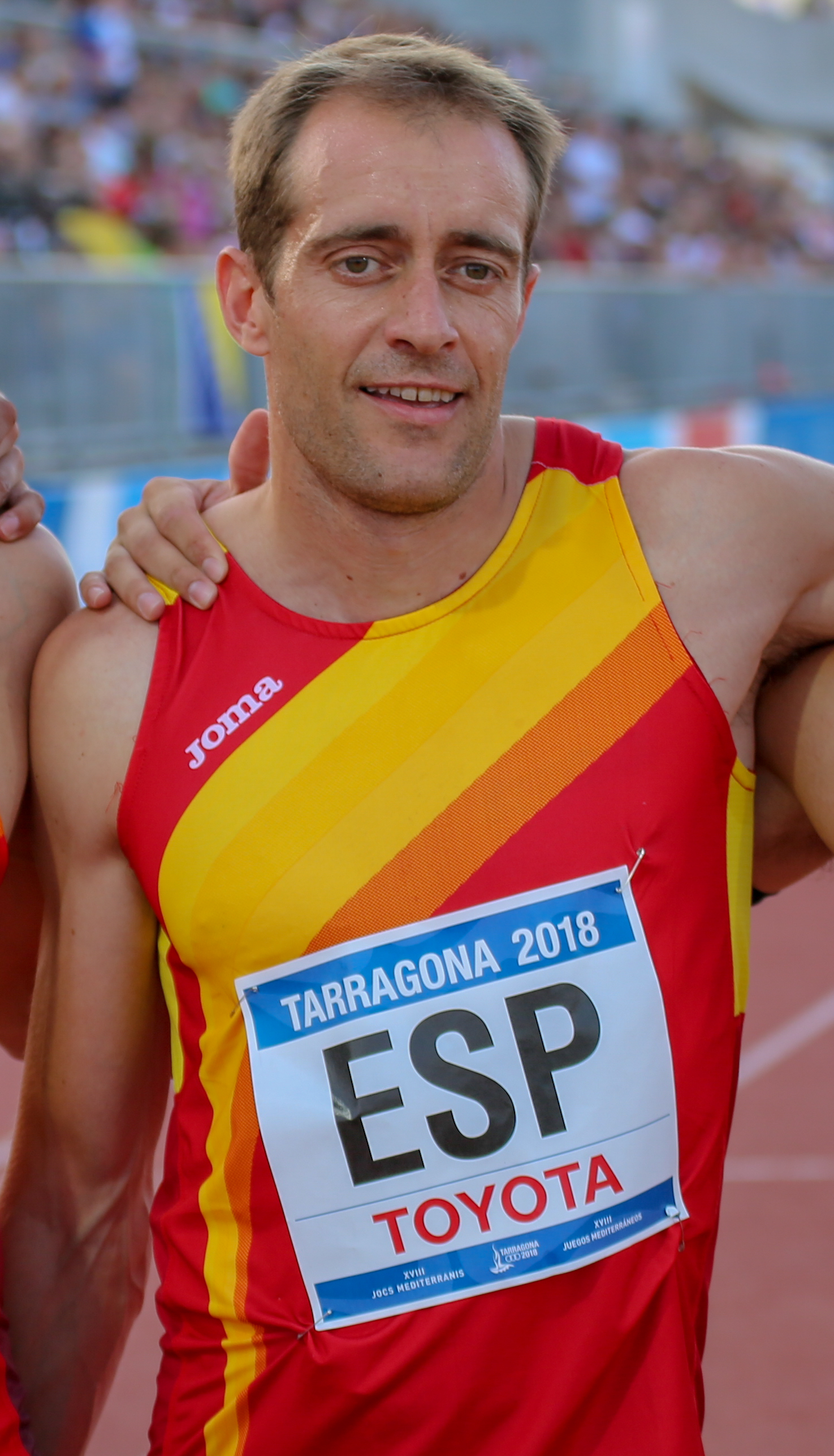
Ángel David Rodríguez – ausgeschieden auf Rang sechs im dritten Halbfinale
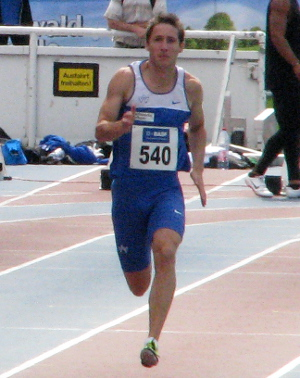
Christian Blum – Achter im dritten Halbfinale und damit nicht mehr dabei

## Finale

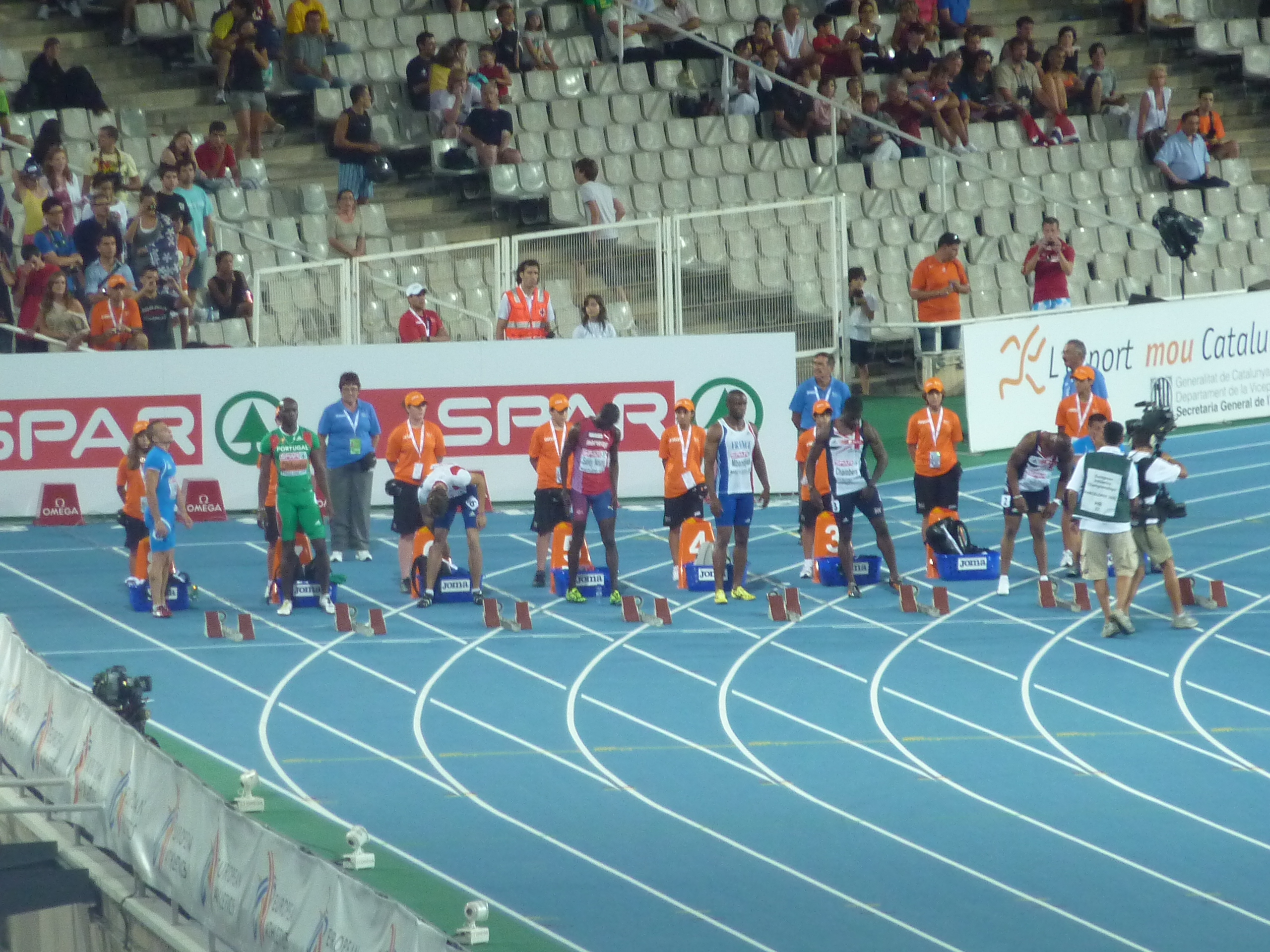
100-Meter-Finale: vor dem Start
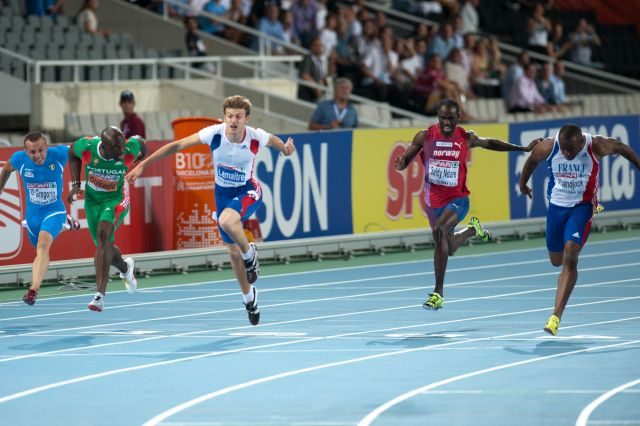
Zieleinlauf des 100-Meter-Rennens

28. Juli 2010, 21:45 Uhr
Wind: −1,0 m/s
| Platz | Name                 | Nation         | Zeit (s) |
| ----- | -------------------- | -------------- | -------- |
| 1     | Christophe Lemaître  | Frankreich     | 10,11    |
| 2     | Mark Lewis-Francis   | Großbritannien | 10,18    |
| 3     | Martial Mbandjock    | Frankreich     | 10,18    |
| 4     | Francis Obikwelu     | Portugal       | 10,18    |
| 5     | Dwain Chambers       | Großbritannien | 10,18    |
| 6     | Jaysuma Saidy Ndure  | Norwegen       | 10,31    |
| 7     | Emanuele Di Gregorio | Italien        | 10,34    |
| DNF   | Simone Collio        | Italien        |          |

Christophe Lemaitre, der 2010 als erster weißer Sprinter den 100-Meter-Lauf unter zehn Sekunden gelaufen war, gewann das Rennen vor dem Briten Mark Lewis-Francis. Als Dritter errang Martial Mbandjock eine zweite Medaille für Frankreich in diesem Rennen. Titelverteidiger Francis Obikwelu aus Portugal kam im Fotofinish mit den zeitgleichen Lewis-Francis und Mbandjock auf den vierten Platz.

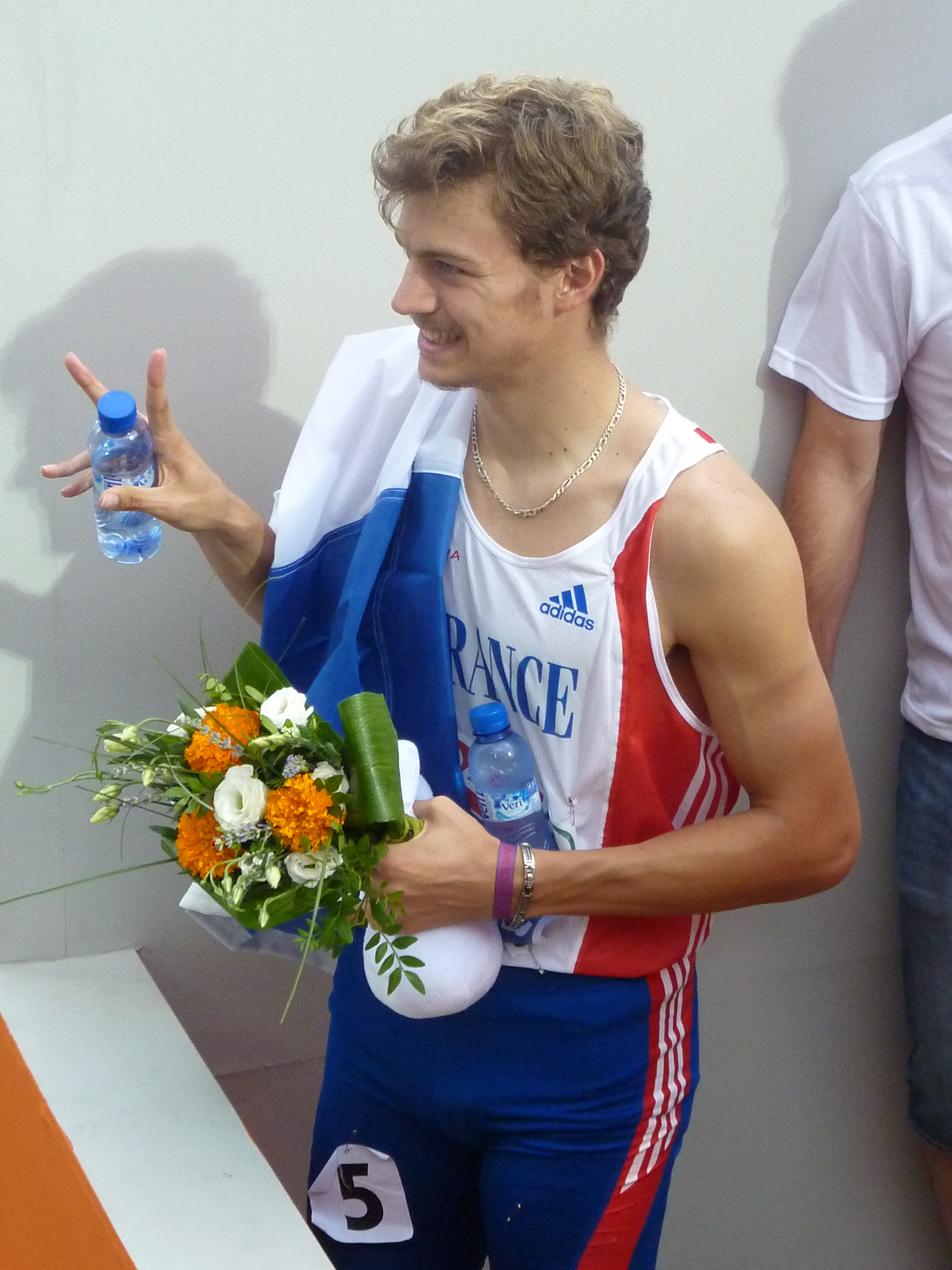
Europameister Christophe Lemaître
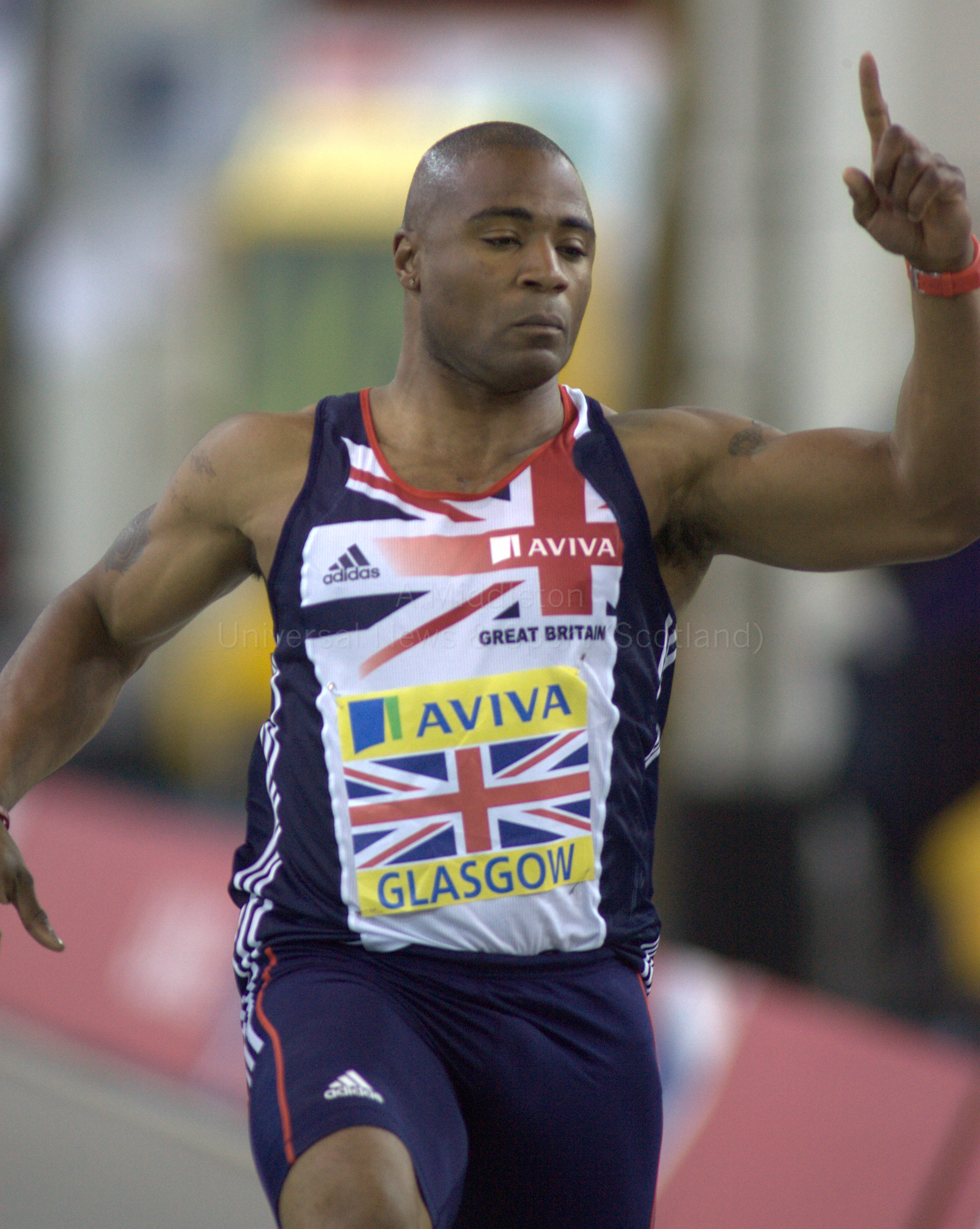
Vizeeuropameister Mark Lewis-Francis
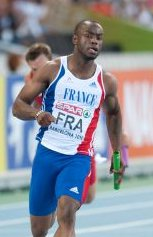
Bronzemedaillengewinner Martial Mbandjock

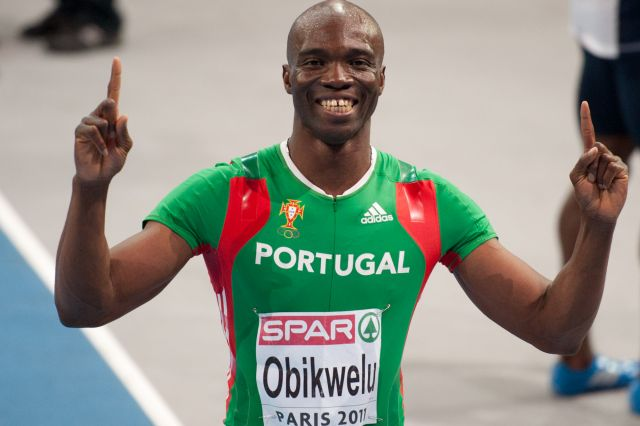
Der zweifache 100-Meter-Europameister und Olympiazweite von 2004 ging als Vierter diesmal medaillenleer aus
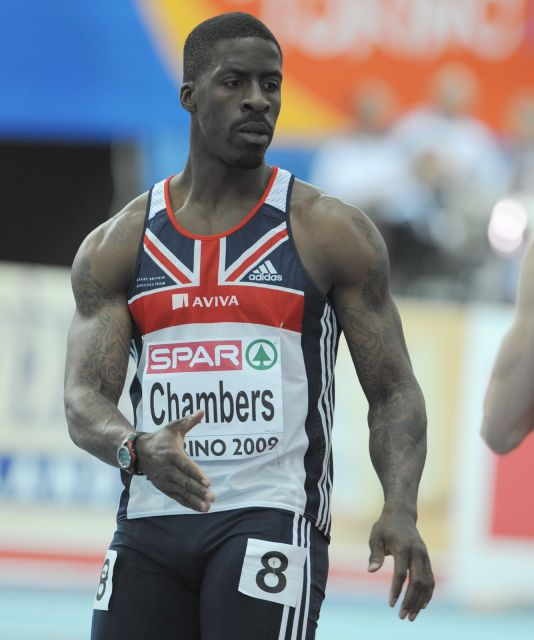
Nach früheren Erfolgen und einer zweijährigen Dopingsperre[4] kehrte Dwain Chambers zurück und erreichte hier Platz fünf
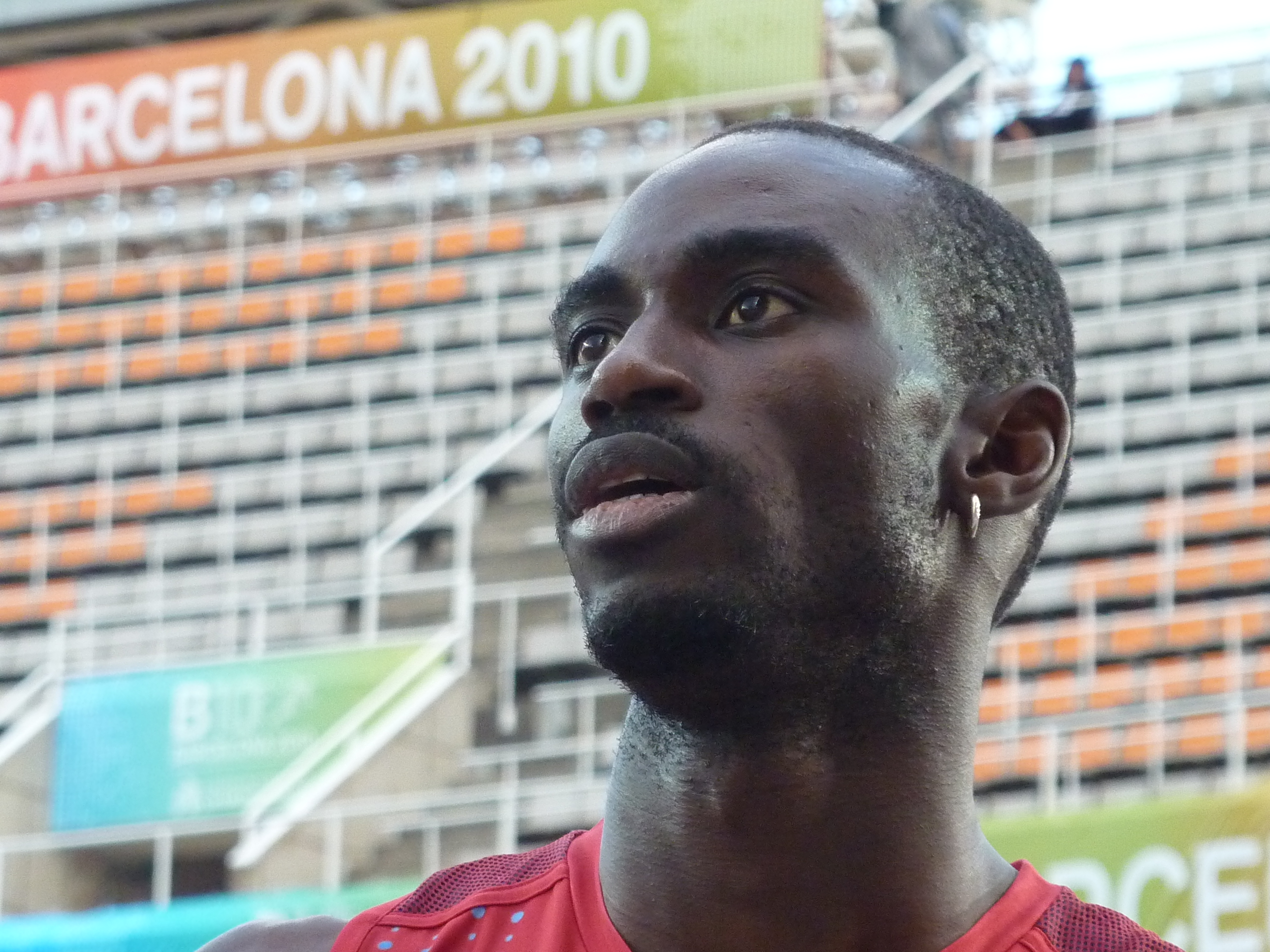
Jaysuma Saidy Ndure kam auf den sechsten Platz
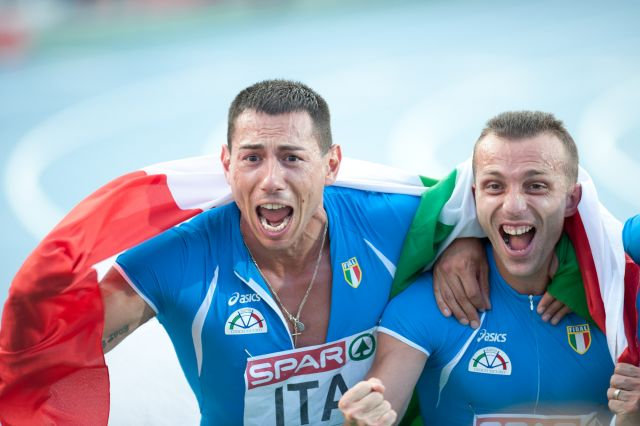
Emanuele Di Gregorio (rechts, Rang sieben) und Simone Collio (Rennen nicht beendet)

## Videolink
- Christophe LeMaitre Wins European Mens 100m in European Athletics Championships 2010, youtube.com (englisch), abgerufen am 9. Februar 2023